# Petersburg (Virginia Occidentale)
Petersburg è un comune degli Stati Uniti d'America, nella contea di Grant nello Stato della Virginia Occidentale.